# Choàng choạc xám
Choàng choạc xám (danh pháp khoa học: Dendrocitta formosae) là một loài chim trong họ Corvidae.

## Phân loài
- D. f. occidentalis Ticehurst, 1925: Tây bắc Himalaya tới tây Nepal.
- D. f. himalayana Jerdon, 1864: Trung Nepal và đông bắc Ấn Độ tới nam Trung Quốc và trung Đông Dương.
- D. f. sarkari Kinnear & Whistler, 1930: Đông Ấn Độ.
- D. f. assimilis Hume, 1877: Tây nam và đông Myanmar, Thái Lan.
- D. f. sinica Stresemann, 1913: Đông và đông nam Trung Quốc, bắc Việt Nam.
- D. f. sapiens (Deignan, 1955): Trung Trung Quốc.
- D. f. formosae Swinhoe, 1863: Đài Loan.
- D. f. insulae Hartert, 1910: Đảo Hải Nam (đông nam Trung Quốc).

## Hình ảnh

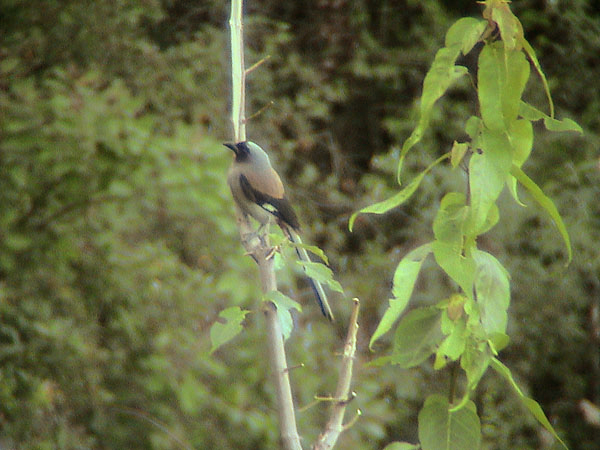
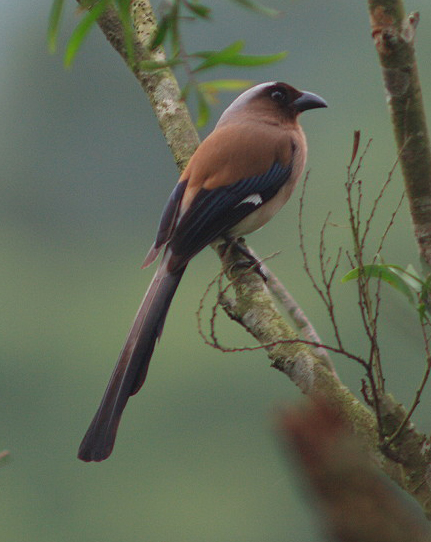
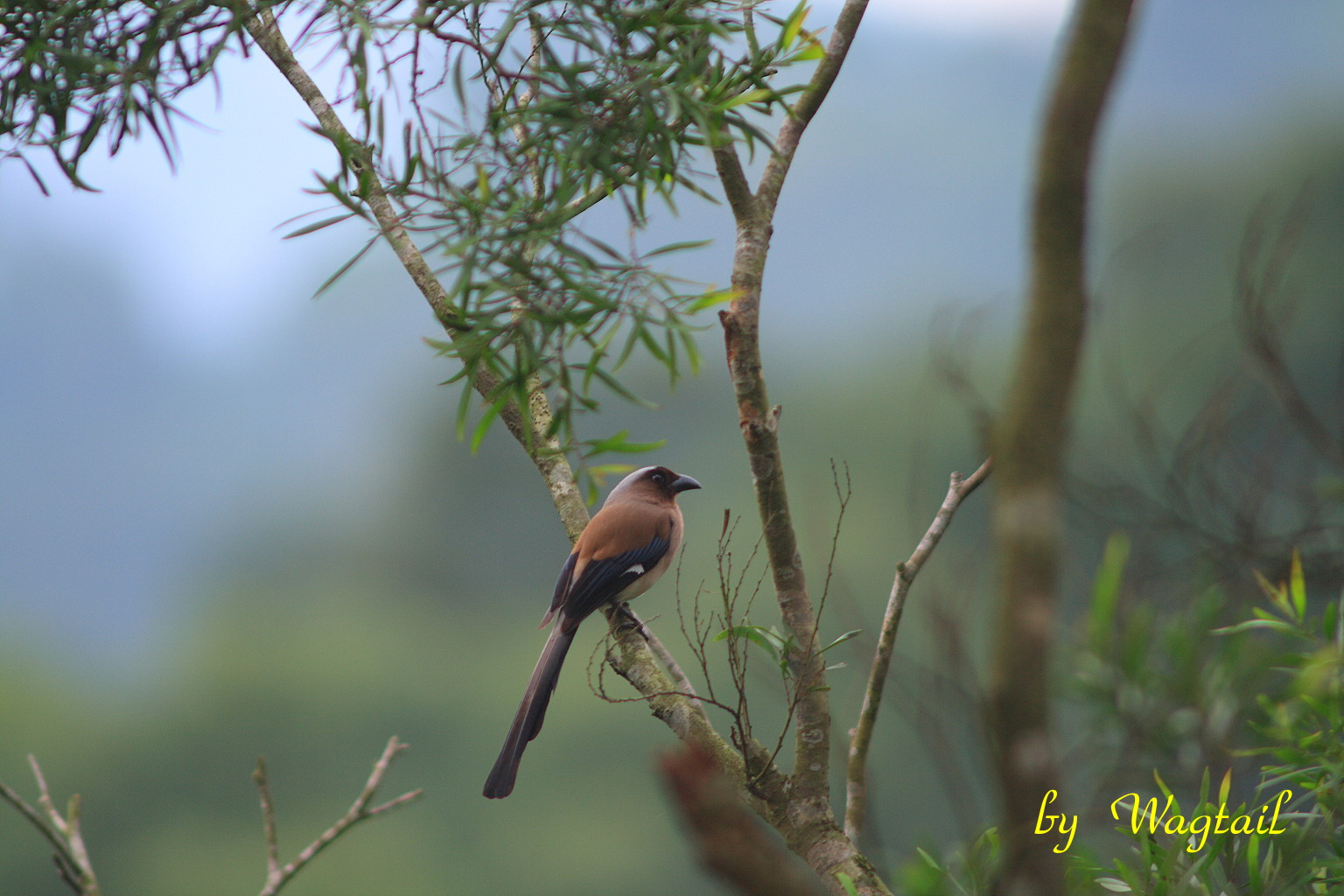